# San Antonio Heights
San Antonio Heights es un lugar designado por el censo ubicado en el condado de San Bernardino, California, Estados Unidos. Según el censo de 2020, tiene una población de 3441 habitantes.
En los Estados Unidos, un lugar designado por el censo (traducción literal de la frase en inglés 'census-designated place', CDP) es una concentración de población identificada por la Oficina del Censo de los Estados Unidos exclusivamente para fines estadísticos.
En los hechos, la zona es un barrio de la ciudad de Upland. 

## Geografía
La localidad está ubicada en las coordenadas 34°9′23″N 117°39′31″O / 34.15639, -117.65861 (34.15642, -117.658705). Según la Oficina del Censo, tiene un área total de 6.75 km², de la cual 6.33 km² es tierra y 0.42 km² es agua.

### Localidades adyacentes
El siguiente diagrama muestra a las localidades en un radio de 32 kilómetros (19,9 mi) de San Antonio Heights.

## Demografía
Según datos de la Oficina del Censo, en 2000 los ingresos medios por hogar en la localidad eran de $75,557 y los ingresos medios por familia eran de $80,975. Los hombres tenían unos ingresos medios de $56,576 frente a los $30,929 para las mujeres. La renta per cápita para la localidad era de $36,267. Alrededor del 6.9% de la población estaba por debajo del umbral de pobreza.
De acuerdo con la estimación 2015-2019 de la Oficina del Censo, los ingresos medios por hogar en la localidad son de $91,897 y los ingresos medios por familia son de $120,385. Alrededor del 5.2% de la población está por debajo del umbral de pobreza.